# Anolis pseudokemptoni
Anolis pseudokemptoni — вид ящірок родини Dactyloidae.

## Поширення
Цей вид є ендеміком Панами. Відомий лише у типовому місцезнаходженні — гори Табасара (Serranía de Tabasará) на південному заході країни.